# Holorusia quadrifasciculata
Holorusia quadrifasciculata är en tvåvingeart som först beskrevs av Alexander 1935.  Holorusia quadrifasciculata ingår i släktet Holorusia och familjen storharkrankar. Inga underarter finns listade i Catalogue of Life.